# Weißen (Uhlstädt-Kirchhasel)
Weißen ist ein Ortsteil der Gemeinde Uhlstädt-Kirchhasel im Landkreis Saalfeld-Rudolstadt in Thüringen.

## Geografie und Geologie
Der Ort Weißen liegt etwa acht Kilometer rechts der Saale von Rudolstadt entfernt. Das Tal wird von der Saale-Orlaplatte nach Südosten und von der Saale-Ilmplatte nach Nordwesten begrenzt. Durch den Damm der Bahnstrecke von Jena nach Rudolstadt wird das Tal neben dem Flussbett der Saale und Lache unterbrochen.
Die Gemarkung von Weißen liegt auch in der südostthüringischen Buntsandstein-Muschelkalkplatte. Die Hanglagen rechts der Saale gehören der geologischen Formation Buntsandstein an. Links der Saale an den Hängen und auf den Bergen ist Muschelkalk aufgelagert. Im Saaletal sind alluviale Aueböden zu finden. Wegen der verschiedenen Oberflächengestaltungen schwankt der Grundwasserspiegel sehr stark und geht zu grundwasserfernen Standorten über. Die Höhenlage am Fluss beträgt 180 m ü. NN. Verkehrsmäßig müssen von Weißen Saalebrücken benutzt werden, um auf die viel befahrene Bundesstraße 88 zu gelangen.
Nachbarorte sind südlich Weißbach, westlich Etzelbach, nördlich Uhlstädt und Niederkrossen.

## Geschichte
1083 wurde der Ort urkundlich erstmals erwähnt.
Etwa 270 Einwohner sind im Dorf beheimatet.
Von jeher war der Ort landwirtschaftlich und fischwirtschaftlich orientiert. Es gibt auch mehrere Hotels und Gastwirtschaften, um den Tourismus versorgen zu können.

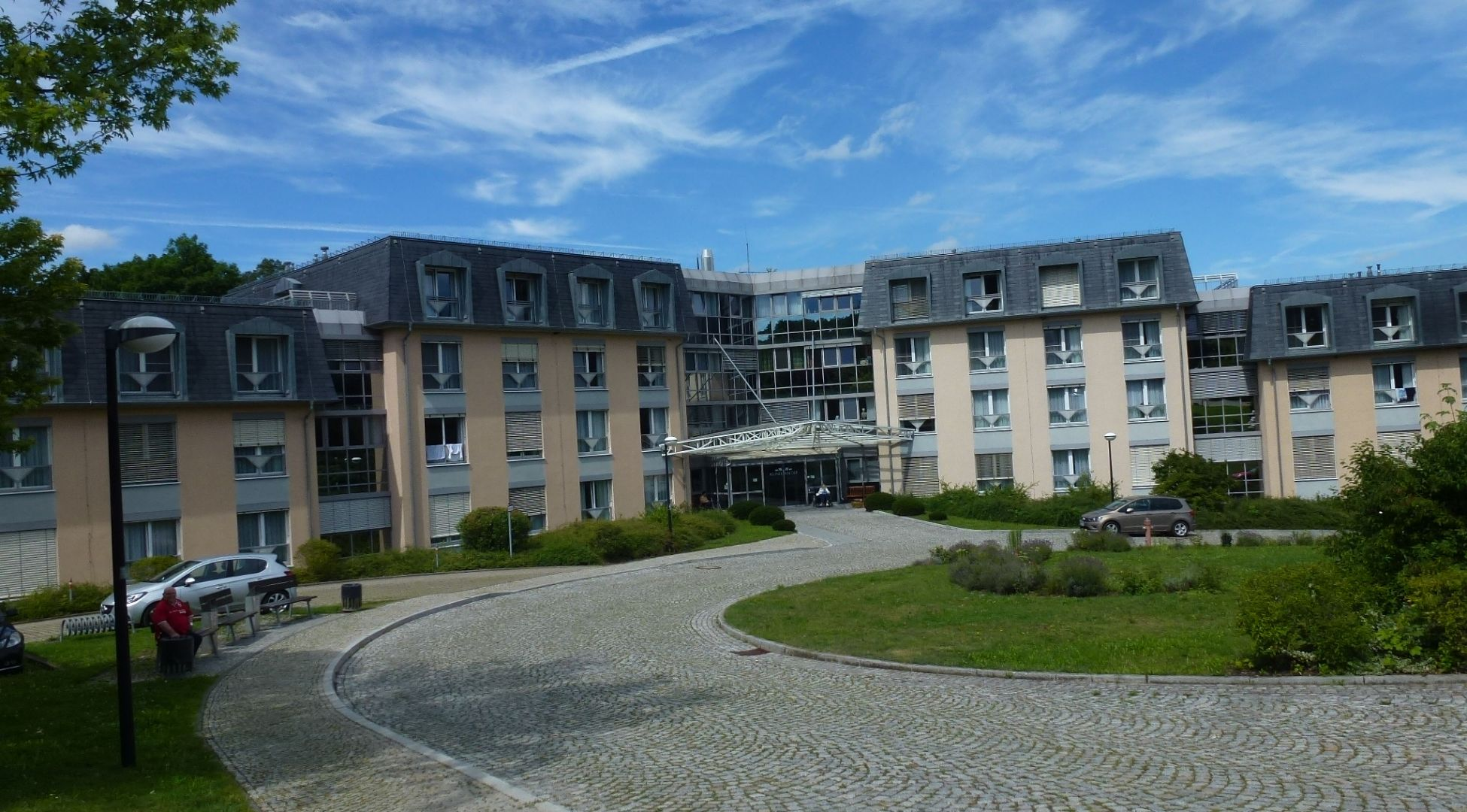
Klinik an der Weißenburg

Die Klinik an der Weißenburg, zum schwedischen Gesundheitskonzern Capio gehörend, ist der wichtigste Arbeitgeber der Gegend. Sie ist ein Fachkrankenhaus für Rheumatologie und Innere Medizin. Im Jahr 1995/96 wurde sie um eine orthopädische Reha-Klinik ergänzt. In der DDR wurde das Gebäude als Tbc-Klinik genutzt.
40 Meter über der Saale thront die Weißenburg an der Nordflanke eines Berges über dem Fluss. Der deutsche Dichter Johann Wolfgang von Goethe besuchte diese Burg des Öfteren von Großkochberg aus.
An der Saale gibt es auch eine Anlegestelle für den Bootstourismus.
Am 1. Juli 1950 wurde die bis dahin eigenständige Gemeinde Weißbach eingegliedert.
Am 30. Dezember 1994 erfolgte die Eingemeindung Weißens nach Uhlstädt. Zum 1. Juli 2002 wurde Uhlstädt mit den Mitgliedsgemeinden der Verwaltungsgemeinschaft Uhlstädt sowie der Gemeinde Kirchhasel zur Einheitsgemeinde Uhlstädt-Kirchhasel zusammengeschlossen.

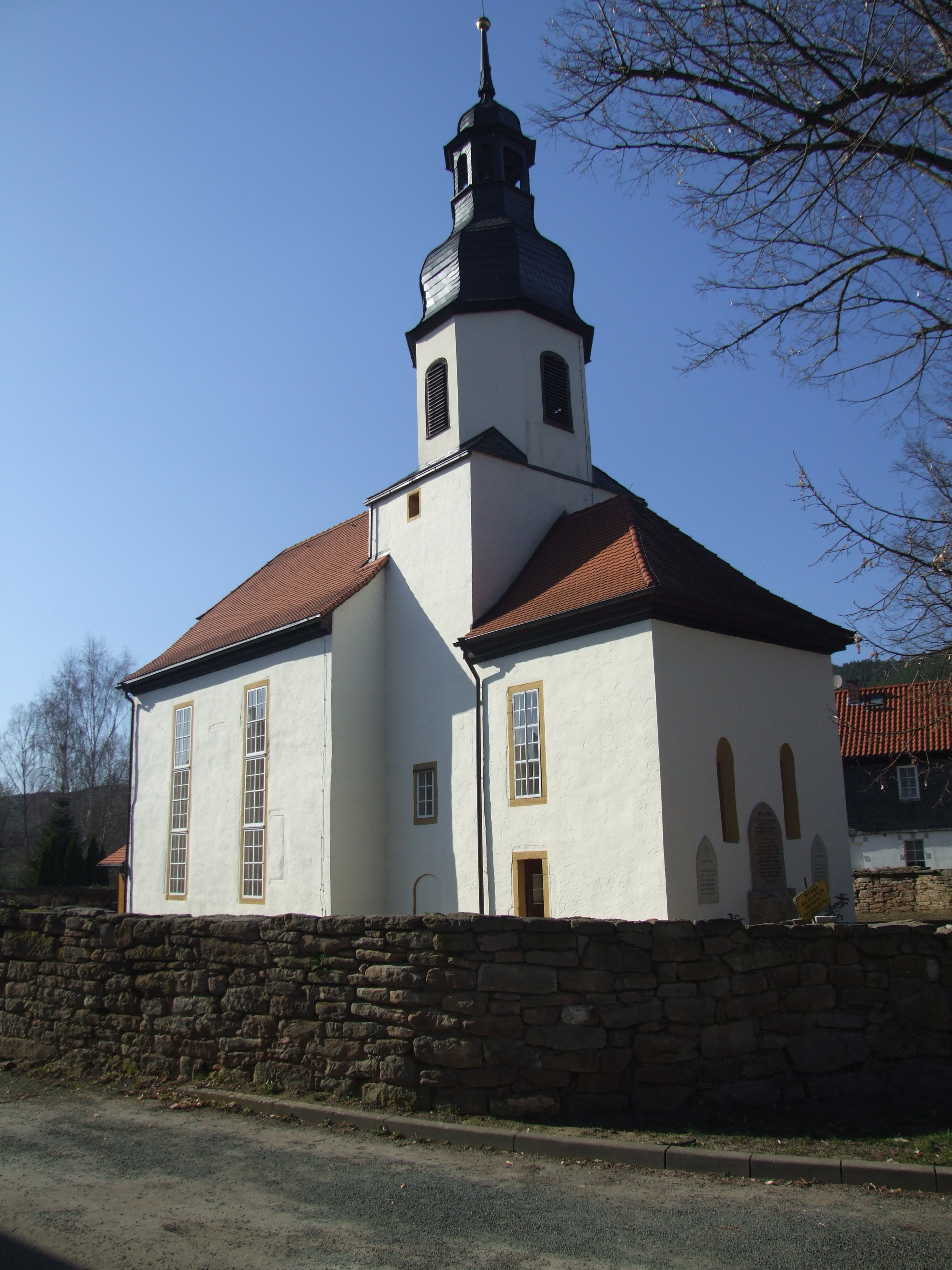
Kirche

## Sehenswürdigkeiten
- Dorfkirche Weißen

## Wappen
Das Wappen wurde am 2. Dezember 1991 genehmigt.
Blasonierung: „Geteilt; die Teilung belegt mit einer silbernen Wellenleiste, oben in Rot eine geschweift gestürzte goldene Spitze, belegt mit einer roten Lilie, die roten Felder mit je einer goldenen Lilie belegt, unten in Grün drei goldene Blätter.“
Das Wappen wurde vom Heraldiker Frank Diemar gestaltet.